# Altrip

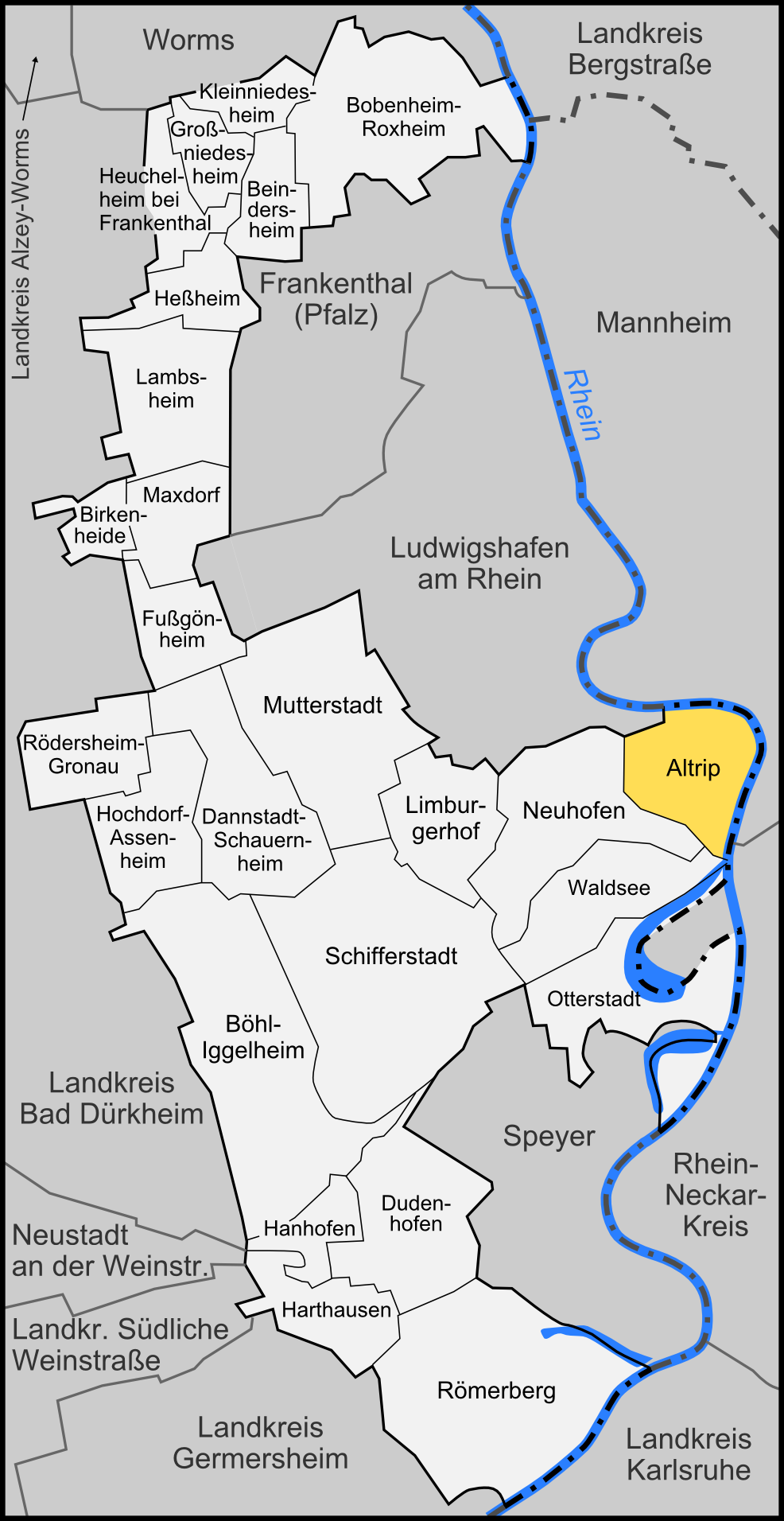

Altrip là một xã thuộc thuộc huyện Rhein-Pfalz, bang Rheinland-Pfalz,phía tây nước Đức. Xã này có diện tích 11 km², dân số thời điểm ngày 31 tháng 12 năm 2006 là 7865 người.
Xã này tọa lạc bên tả ngạn sông Rhine, khoảng 7 km về phía đông nam của Ludwigshafen.